# Jean Durand de Villers
Pour les articles homonymes, voir De Villers.
Jean Durand de Villers, né le 27 décembre 1814 et mort le 5 mars 1886, est un général de division français.

## Biographie
Jean Jacques Paul Durand de Villers naît à Metz, en Lorraine, le 27 décembre 1814. Fils du Chef d'escadrons de Cavalerie Paul Durand de Villers, et frère de Charles Eugène Durand de Villers, Jean entre à Polytechnique en 1833. Il parfait enfin sa formation à l'École d'application de l'artillerie et du génie de Metz. 
Envoyé en Algérie en 1838, Jean Durand de Villers est décoré Chev de la LH le 23 novembre 1839. Rentré en France, il est promu capitaine en 1841. Il est employé aux fortifications de Paris, détaché au fort de Vanves, puis aide de camp du général Thiébaut. 
Blessé en 1848, Jean Durand de Villers est promu officier de la Légion d'honneur le 31 juillet 1848. Il est alors nommé chef de bataillon en 1851. Officier d'ordonnance du maréchal de Saint-Arnaud, il le suit en Crimée, se signale à la Bataille de l'Alma et, après la mort du maréchal, reste à l'état-major de Canrobert, puis à celui de Pétissier; Il participe au Siège de Sébastopol (1854). Promu lieutenant-colonel en 1855, Jean Durand de Villers est nommé chef d'état-major du génie.
À son retour d'Orient, il est promu colonel en 1860, directeur des fortifications à Besançon, commandeur de la Légion d'honneur le 27 décembre 1865. Général de brigade le 02/08/ 1869, il est appelé à siéger au Comité des fortifications. Commandant du génie de la Garde impériale pendant la guerre de 1870, Durand de Villers prend part aux batailles autour de Metz. Prisonnier à la capitulation, il rentre au Comité des fortifications avant d'être nommé commandant de l'École polytechnique de 1873 à 1876. 
Divisionnaire le 30 décembre 1875, il prend part à la réorganisation des frontières et, en 1878, reçoit la direction des travaux de défense de Paris. Président du Comité des fortifications en 1879, inspecteur général de son arme, il passe au cadre de réserve en 1879, après avoir été fait grand officier de la Légion d'honneur le 8 décembre 1879. Jean Jacques Paul Durand de Villers décédera le 5 mars 1886, à Paris.

## Sources
- Jean Jacques Paul DURAND de VILLERS sur gw4.geneanet.org